# Tussmötet
Tussmötet este o arie protejată (arie specială de conservare — SAC, sit de importanță comunitară — SCI) din Suedia întinsă pe o suprafață de 61 ha, integral pe uscat.

## Localizare
Centrul sitului Tussmötet este situat la coordonatele 59°09′50″N 17°15′49″E / 59.1638°N 17.2636°E.

## Înființare
Situl Tussmötet a fost declarat sit de importanță comunitară în decembrie 1998 pentru a proteja 1 specie de plante. Situl a fost protejat și ca arie specială de conservare în martie 2011.

## Biodiversitate
Situată în ecoregiunea boreală, aria protejată conține 2 habitate naturale: Mlaștini împădurite, Taiga vestică.
La baza desemnării sitului se află o specie protejată de  plante: Buxbaumia viridis.